# Бердянск (монитор)
«Бердя́нск» — монитор, относящийся к типу «Азов»; один из пяти мониторов этого типа.

## Строительство
Монитор «Бердянск» был заложен в 1903-м году на судоверфи Danubius Schenischen Hartmann AG в Будапеште (Австро-Венгрия) и спущен на воду 26 марта 1904 года.

## Служба

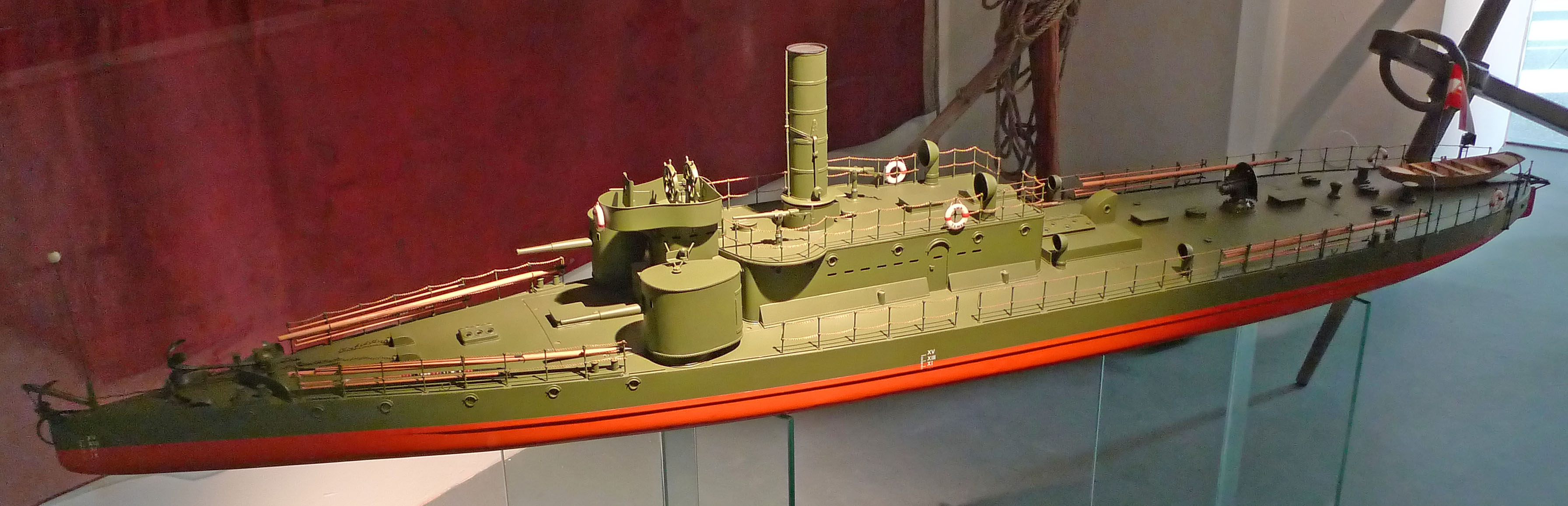
Модель «Темеша» в 1904 году (1944 года «Бердянск»)

15 мая 1904 года монитор вошёл в состав австро-венгерского флота под именем «Temes». Во время Первой мировой войны «Temes» подорвался на мине и затонул, но был поднят и вновь введён в строй.
31 декабря 1918 года монитор был интернирован Югославией и вошёл в состав её флота под именем «Drina». 15 апреля 1920 года монитор был передан Румынии и вошёл в состав её флота как «Ardeal». В 1922 году был проведён капитальный ремонт и модернизация корабля.

### Вторая мировая война
Монитор участвовал в боях на Дунае в июне 1941 года против советской Дунайской флотилии.
«Ardeal», как и другие мониторы, капитулировал 26 августа 1944 года. 1 сентября он пришёл в Измаил в качестве сопровождающего штабное судно румынской дивизии речных кораблей. На следующий день за невыполнение условий капитуляции командир и начальник штаба румынской дивизии были арестованы, а экипаж монитора отправлен в концлагерь. 10 ноября монитор был передан в Дунайской военной флотилии, переименован в «Бердянск» и включён во 2-й дивизион мониторов 2-й Сулинской бригады речных кораблей.
Окончание войны «Бердянск» встретил в Нови-Саде.

## Технические данные
- Водоизмещение, т:

полное — 650
- Главные размерения, м:

длина наибольшая — 59
ширина наибольшая — 9,5
осадка наибольшая — 1,61
- Высота над ватерлинией, м:

верхней палубы — 1,65
палубы бака — 1,02
палубы юта — 0,44
ходового мостика — 4,25
клотика — 11,25
- Наибольшая скорость хода — 10 узлов (18.5 км/ч)[1]
- Дальность плавания

при скорости 8 узлов (14,8 км/ч) — 500 миль (926 км)
при скорости 5,4 узла (10 км/ч) — 1000 миль (1852 км)
- Бронирование, мм:

главный бортовой пояс — 70
верхняя палуба — 45
боевая рубка — 75
АУ ГК — 75
- Число рулей — 1
- Посты управления рулём: ходовой мостик, боевая рубка
- Главная энергетическая установка

тип — котломашинная
две паровые поршневые машины мощностью по 700 л. с.
главный котёл системы Ярроу, давление пара 13 кг/см², температура 191 °C.
- Движитель — два трёхлопастных гребных винта
- Топливо — уголь, запас топлива, т:

нормальный — 53
полный — 60
- Запас воды, т

питьевая — 0,5
- Время приготовления машин к походу, мин

нормальное — 90
экстренное — 45
- Источник электроэнергии — четыре парогенератора.
- Пожарные насосы — Вортингтона, производительность 15 т/ч.
- Водоотливные средства — десять паровых эжекторов производительностью 8 т/ч.

## Экипаж
- Офицеров — 9
- Старшин — 35
- Рядовых — 85

Всего — 129

## Командный состав
- Командир
  - капитан-лейтенант Фролов Анатолий Сергеевич
- Помощник командира
  - старший лейтенант Рогожин Сергей Александрович
- Заместитель командира по политической части
  - лейтенант Житник Николай Зиновьевич
- Командир БЧ I-IV
  - старший лейтенант Стрельцов Иван Петрович
- Командир БЧ II
  - капитан-лейтенант Атршенко Евгений Васильевич
- Командир БЧ V
  - старший техник-лейтенант Павловский Николай Флавлентьевич
- Командир зенитной батареи
  - лейтенант Кушнер Леонид Лаврентьевич
- Врач
  - младший лейтенант медицинской службы Ванцян Норайр Левонович
  - лейтенант медицинской службы Гехман Лейб Липович